# 皮特金 (路易斯安那州)
皮特金（英語：Pitkin）是位於美國路易斯安那州弗農堂區的一個普查規定居民點。

## 人口
根據2020年美國人口普查的數據，皮特金的面積為16.16平方千米，當中陸地面積為16.13平方千米，而水域面積為0.03平方千米。當地共有人口455人，而人口密度為每平方千米28.16人。